# آماده‌سازی داده
آماده‌سازی داده (انگلیسی: Data wrangling) یا داده‌ورزی فرایند تبدیل داده‌ها از یک قالب دادهٔ خام به ساختار دیگر، با هدف ایجاد دادهٔ مناسب‌تر و با ارزش‌تر برای تحقق اهداف پایین‌دست گفته می‌شود که مانند تجزیه و تحلیل است. آماده‌ساز داده فردی است که این عملیات را محقق می‌کند. آماده‌سازی داده، شامل تجسم داده‌ها، تجمیع داده، آموزش مدل آماری و موارد دیگر می‌شود.

## نمونه پروژه
در سال ۲۰۱۱، محققان دانشگاه استنفورد و دانشگاه برکلی یک مقاله با عنوان «آماده‌ساز: ویژگی بصری کدهای انتقال داده» را منتشر کردند. در آن، نویسندگان یک پروژه تحقیقاتی به نام آماده‌ساز را توصیف کردند، که «یک سیستم تعاملی برای ایجاد تغییر داده بود»، یک راه جدید برای اجرای نمایش داده از طریق تعامل مستقیم با داده‌های ارایه‌شده در یک رابط دیداری ایجاد کرند. تحلیلگران می‌توانند به‌طور متقابل به کاوش، تغییر و دستکاری داده‌ها بپردازند و فوراً نتایج را ببینند. آماده‌ساز تغییر داده کاربر را ردیابی می‌کند و سپس به‌طور خودکار کد تولید می‌کند که می‌توان آن‌ها را به‌طور مکرر در مجموعه داده‌های دیگر اعمال کرد.